# Koszednár Ferenc
Koszednár Ferenc (Pertocsa, 1771. mart 12. – Kancsóc, 1810. október 25.) magyarországi szlovén római katolikus pap a tótsági esperességi kerületben. 1804-ben káplánja volt a Szentgotthárd melletti neves barokk kegyhely, az apátistvánfalvai Harding Szent István-templom egyházközségében kerek hét hónapig, Küzmics György plébános mellett. A felsőszölnöki Keresztelő Szent János-templomnak 1808 júniusától egészen októberig volt papja.
A mai Perestón (ma Pertoča, Szlovénia) született és kisszeminaristaként sajátította el az alapokat a pappá szenteléshez. 1804-ben felszentelték. Anyanyelvén kívül tudott németül is. Istvánfalvi kinevezését követően vagy két hétig adminisztrátor volt Őriszentpéteren. Vasszentmihályon 1805-ben volt káplán, Muraszombatban (ma Murska Sobota) pedig két évig. Mielőtt Felsőszölnökre került 1807 decemberétől, egészen jövő év júniusáig vezette a nagy-dolinci (dolányi) plébániát.
1808 novemberében állandó plébániának Kancsócot, azaz a mai Felsőszentbenedeket (ma Kančevci) kapta, ahol korábban Küzmics Miklós volt pap. Ebben a faluban misealapítványt is tett saját vagyonából.